# Beach Rats
Beach Rats è un film del 2017 scritto e diretto da Eliza Hittman.

## Trama
Frankie è un adolescente confuso che vive nel quartiere di Brooklyn con il padre malato, la madre e la sorella minore. Frankie passa la sua estate in compagnia dei suoi amici sbandati e chattando con uomini maturi su internet, con i quali consuma rapporti occasionali e segreti. L'incontro con una ragazza, la frequentazione con un gruppo di ragazzi, la morte del padre e l'omosessualità nascosta segnano la sua triste vita tra droga e vergogna di sé.

## Produzione
Il film è stato girato a Brooklyn, Gerritsen Beach, e presso il luna-park e alcune spiagge di Coney Island.

## Distribuzione
Il film è stato presentato in anteprima al Sundance Film Festival, dove Eliza Hittman ha vinto il premio per la miglior regia. È stato distribuito nelle sale cinematografiche statunitensi il 25 agosto 2017.

## Riconoscimenti
- 2017 - Sundance Film Festival
  - Directing Award: Dramatic
- 2017 - Gotham Independent Film Awards[4]
  - Candidatura per il Miglior attore esordiente a Harris Dickinson
- 2018 - Independent Spirit Awards[5]
  - Candidatura per il Miglior attore protagonista a Harris Dickinson
  - Candidatura per la Miglior fotografia a Hélène Louvart
- 2018 - London Critics Circle Film Awards[6]
  - Giovane artista britannico/irlandese dell'anno a Harris Dickinson